# Arnd Morkel
Arnd Morkel (* 26. März 1928 in Mannheim; † 11. Februar 2020) war ein deutscher Politikwissenschaftler. Er war von 1975 bis 1987 Gründungspräsident der Universität Trier.

## Leben
Arnd Morkel studierte nach dem Zweiten Weltkrieg, den er als Kind und Jugendlicher erlebt hatte, Politikwissenschaften, Germanistik und Philosophie an den Universitäten Heidelberg und Freiburg im Breisgau. 1960 wurde er mit der Dissertation „Hofmannsthals politisches Bewusstsein“ bei Arnold Bergstraesser zum Dr. phil. promoviert. Von 1962 bis 1968 war er Lehrbeauftragter für Politikwissenschaften an der Universität Heidelberg. Danach hatte er Lehrstuhlvertretungen an den Universitäten in Darmstadt, Freiburg und Heidelberg inne. 1970/71 war er Wissenschaftlicher Rat und Professor am Forschungsinstitut für Politische Wissenschaft der Universität zu Köln. 1970 wurde er zudem Vizepräsident der neu gegründeten Doppel-Universität Trier-Kaiserslautern. Als Gründungspräsident initiierte er ab 1975 die Wiedergründungsphase der Universität Trier. Zudem war er der Gründer des Fachbereichs Politikwissenschaften in Trier. 1993 wurde er emeritiert.
Für seine Verdienste um die Universität Trier wurde Morkel anlässlich seines 90. Geburtstages zum Ehrenbürger der Universität Trier ernannt.

## Schriften (Auswahl)
- Erinnerung an die Universität. Ein Bericht, SH-Verlag, Vierow bei Greifswald 1995, ISBN 978-3-89498-013-9
- Der politische Sokrates, Königshausen & Neumann Würzburg 2006, ISBN 978-3-8260-3342-1
- Marcus Tullius Cicero: was wir heute noch von ihm lernen können, Königshausen & Neumann Würzburg 2012, ISBN 978-3-8260-4944-6
- Die Universität muss sich wehren: ein Plädoyer für ihre Erneuerung, Wiss. Buchgesellschaft Darmstadt 2012, ISBN 978-3-534-24788-2